# Djanai
Djanai (en rus: Джанай) és un poble de l'óblast d'Astracan, a Rússia, segons el cens del 2010 tenia 895 habitants.